# Bert van Marwijk
Bert van Marwijk, né le 19 mai 1952 à Deventer, est un entraîneur de football néerlandais et un ancien joueur de football professionnel.

## Carrière

### En tant que joueur
Bert van Marwijk évolua au poste d'ailier gauche. Il compte une sélection en équipe des Pays-Bas.

### En tant qu'entraîneur
Entre 1998 et 2000 il entraîne son ancien club, le Fortuna Sittard, qui évolue en 1e division néerlandaise. Sous sa direction, le Fortuna atteint la finale de la Coupe des Pays-Bas en 1999. L'année suivante, il est recruté par le Feyenoord Rotterdam, club avec lequel il remporte la Coupe UEFA 2001-2002. Entre 2004 et 2006, il entraîne le Borussia Dortmund, un club de Bundesliga. Bert van Marwijk effectue son retour à Rotterdam pour la saison 2007-2008, il remplace Erwin Koeman sur le banc de Feyenoord. En avril, le club remporte la Coupe des Pays-Bas face à Roda JC,.
En mars 2008, il est recruté par la fédération néerlandaise pour succéder au sélectionneur national Marco van Basten à l'issue du Euro 2008. Les anciens internationaux Frank de Boer et Phillip Cocu font partie de ses adjoints,. Sa première rencontre en tant que sélectionneur des Pays-Bas a lieu en août et se solde par un match nul face à la Russie. Il atteint avec l'équipe la finale de la Coupe du monde 2010. Le 27 juin 2012, il remet sa démission à la suite de l'élimination au premier tour de l'Euro 2012.
Libre de tout contrat, il s'engage le 23 septembre 2013 avec le club du Hambourg SV jusqu'en juin 2015, mais est limogé le 15 février 2014 faute de résultats.
Le 25 août 2015 il est nommé sélectionneur de l'Arabie saoudite, succédant à Faisal Al Baden. Il démissionne en septembre 2017 malgré le fait d'avoir qualifié le pays à la Coupe du monde 2018 à la suite de divergences avec la fédération.
Le 25 janvier 2018, il est nommé sélectionneur de l'Australie. Mais à la suite de l'élimination de celle-ci au premier tour de la Coupe du monde 2018, il est démis de ses fonctions.
Le 20 mars 2019, il devient le nouveau sélectionneur des Émirats arabes unis en remplacement d’Alberto Zaccheroni avec pour mission de qualifier la sélection pour la Coupe du monde 2022 au Qatar. À la suite de mauvais résultats, il est remercié en décembre 2019. Il est rappelé à ce même poste un an plus tard, en décembre 2020.

#### Statistiques
Mis à jour le 15 février 2014.
| Borussia Dortmund   | 1er juillet 2004  | 18 décembre 2006 | 95  | 35 | 32 | 28 | 36.8 |
| Feyenoord Rotterdam | 18 juin 2007      | 30 juin 2008     | 40  | 24 | 6  | 10 | 60.0 |
| Pays-Bas            | 1er juillet 2008  | 27 juin 2012     | 52  | 34 | 10 | 8  | 65.3 |
| Hambourg SV         | 25 septembre 2013 | 15 février 2014  | 18  | 5  | 3  | 10 | 27.8 |
| Total               | Total             | Total            | 205 | 98 | 51 | 56 | 47.8 |

## Vie personnelle
- Il est le beau-père de l'un de ses anciens joueurs en équipe nationale des Pays-Bas, Mark van Bommel (puisque sa fille est mariée à l'international néerlandais)[2].
- En 1975, en duo avec son père, il est champion du monde de belote « klaverjassen » (littéralement : « veste de trèfles »).

## Palmarès et distinctions

### En tant qu'entraîneur
- avec le Fortuna Sittard :
  - finaliste de la Coupe des Pays-Bas en 1999.
- avec le Feyenoord Rotterdam :
  - vainqueur de la Coupe UEFA 2001-2002 ;
  - vainqueur de la Coupe des Pays-Bas en 2008.
- avec l'équipe des Pays-Bas de football :
  - Finaliste de la Coupe du monde 2010
- Nomination au prix d'entraîneur de l'année FIFA 2010